# ドバイ道路交通局
ドバイ道路交通局（ドバイどうろこうつうきょく、アラビア語: هيئة الطرق والمواصلات、英語: Roads and Transport Authority、RTA）は、アラブ首長国連邦ドバイの道路および交通機関を担当する政府機関である。2005年に設立され、ドバイの交通における立法と戦略的計画とともに、輸送事業と交通プロジェクトの計画と実行を行う。日本では、ドバイ道路交通庁とも称される。